# Roncus svetavodae
Roncus svetavodae är en spindeldjursart som beskrevs av Bozidar P.M. Curcic och Dimitrijevic 2002. Roncus svetavodae ingår i släktet Roncus och familjen helplåtklokrypare. Inga underarter finns listade i Catalogue of Life.